# Пісняр-борсучок
Пісняр-борсучок (Helmitheros vermivorum) — вид горобцеподібних птахів родини піснярових (Parulidae). Поширений у Північній Америці.

## Поширення
Ареал розмноження простягається на сході США на північ до Індіани, Огайо, Пенсільванії та Нової Англії, а також на захід до Міссурі та крайнього сходу та далекого північного сходу Оклахоми. Взимку птахи мігрують до Центральної Америки (від південної Мексики до Панами) та Вест-Індії (зазвичай Багамські та Великі Антильські острови).
У період розмноження населяє лісисті гірські схили та яри з великою кількістю підліску, зазвичай поблизу невеликих струмків і річок. Під час міграції трапляється в усіх типах лісів з густим підліском. У зимових районах вони переважно переміщується в низинні тропічні ліси нижче 1500 метрів. Іноді вони також піднімаються на висоту 2000 метрів.

## Опис
Птах досягає довжини тіла 13 см і середньої ваги 13 г. Довжина крил становить 6,6-7,3 см у самців і 6,3-7,0 см у самиць. Дорослі птахи мають широкі чорнуваті бічні смуги на тім'ї та довгу чорнувату смужку на очах від вуздечок до потилиці. Решта оперення голови та шиї коричнево-жовті з оливково-бурими плямами з боків шиї. Верхня частина тіла оливково-коричнева, крила і хвостове пір'я чорнувато-буре з оливково-коричневими бахромою. Оперення горла і верхньої частини грудей коричнево-жовте, оперення черева і підхвістя блідо-оливково-бежеве. Довгий дзьоб блідо-рогового кольору з темним виступом. Ніжки рожево-тілесного кольору.

## Поведінка
Раціон складається з комах і павуків, яких вони шукають в підліску або на деревах на висоті до 10 метрів. Вони часто оглядають сухі грудки листя. Також іноді можна побачити, як вони шукають їжу на землі, повертаючи листя, щоб дістатися до нижньої сторони.
Сезон розмноження з травня по червень. Гніздо у формі чаші вони добре приховують на землі. Часто для цього вибирають кущ або саджанець. Вони використовують зів'яле листя як матеріал для гніздування, а волосся, мох або стебла насіння клена — як вистилання. Кладка складається з трьох-шести яєць, але зазвичай чотири-п'ять яєць. Час розвитку становить близько 13 днів, період виведення 10 днів. Щоб відволікти хижаків від гнізда, самиці можуть іміиувати поранення.